# Eugenia fugax
Eugenia fugax är en tvåvingeart som beskrevs av Jean-Baptiste Robineau-Desvoidy 1863. Eugenia fugax ingår i släktet Eugenia och familjen parasitflugor.
Artens utbredningsområde är Frankrike.